# Roxy Rocket
Roxy Rocket, il cui vero nome è Roxanne Sutton, è un personaggio dei fumetti creato da Paul Dini (testi) e Bruce Timm (disegni).
Originariamente creata per The Batman Adventures Annual del 1994, una serie pubblicata dalla DC Comics e basata sulla storica serie animata Batman, viene in seguito introdotta nell'episodio Il pericolo è la mia vita della serie Batman - Cavaliere della notte, in onda il 14 settembre 1998. Dal 2006 è stata introdotta anche nella continuity dell'Universo DC.

## Aspetto
Roxy indossa una canottiera nera sotto una giacca da pilota marrone, dei leggings neri ed una visiera. Ha una custodia per una pistola a raggi.

## Storia editoriale

### Creazione e sviluppo
Il produttore e sceneggiatore Paul Dini ha affermato che Roxy è sempre stato il suo personaggio preferito. «È un personaggio che Bruce Timm ed io abbiamo creato per la prima serie di Batman Adventures», ha detto Dini. «Ci è sempre piaciuto, quindi abbiamo creato una storia televisiva per lei. Quell'episodio fa scintille». Compare infatti per la prima volta in The Batman Adventures Annual (numero speciale della serie nota in Italia come Le avventure di Batman) n. 1 del 1994. Poco prima di comparire per la prima volta in televisione, appare nel n. 1 della serie a fumetti Batman: Gotham Adventures (basato sulla serie animata Batman - Cavaliere della notte).
Dopo aver esordito nei fumetti, appare quattro anni più tardi per la prima ed unica volta nella serie Batman - Cavaliere della notte nell'episodio Il pericolo è la mia vita della seconda stagione, in cui è doppiata da Charity James. Bruce Timm ha definito la prima puntata televisiva in cui compare «probabilmente l'episodio più rischioso che abbiamo mai fatto». Infatti Il pericolo è la mia vita è quello che contiene più riferimenti sessuali di tutto il DC Animated Universe, per lo più da parte di Roxy: il suo mezzo di trasporto ha la forma di un fallo e verso la fine della puntata, mentre si lancia con Batman nel vuoto, Roxy ha un orgasmo. Nonostante Batman - Cavaliere della notte fosse un cartone trasmesso il sabato mattina, e quindi visibile principalmente da un pubblico più giovane, non ha subito alcun tipo di censura.
Nel 2002 il personaggio compare anche nella serie a fumetti Justice League Adventures, basata sulla serie animata Justice League. Dal 2006 il personaggio è stato introdotto nei fumetti del DC Universe.
Dopo una lunga assenza dal DCU, Roxy compare per la prima volta in Batgirl nn. 6-7 del 2010, come uno dei cattivi nel piano di Roulette, e viene mostrata mentre combatte contro la nuova Batgirl, Stephanie Brown, nella cover di Batgirl n. 7.
Roxy appare anche in Batman: Black & White n. 1. Il suo incontro con Batman ha rispecchiato la sua prima apparizione nel DCAU. Compare invece in diversi numeri di Batman Li'l Gotham, serie regolare di Dustin Nguyen e Derek Fridolfs uscita tra il 2013 e il 2014.

## Biografia del personaggio
Roxanne "Roxy Rocket" Sutton era una stuntwoman di un'attrice di Hollywood. Tuttavia, perse il suo lavoro dopo che nessuna compagnia voleva più assicurarla a causa del suo lavoro troppo pericoloso. Una volta licenziata, Roxanne decise di chiamarsi Roxy Rocket e di intraprendere la carriera criminale. Dopo aver svaligiato diversi appartamenti, rubando soprattutto gioielli, viene catturata da Batman. Tempo dopo Roxy esce di prigione in libertà vigilata annunciando di essere pronta a cambiare vita e a ritornare sulla retta via. Tutto questo però dura poco, fin quando Catwoman prende le sue sembianze approfittando della sua immagine di ladra di gioielli. Una volta affrontata Catwoman insieme a Batman, che aveva scoperto l'inganno, dovette nuovamente scappare dalla polizia e tornare sulla via del crimine.
Il suo primo reato è stato rubare alcuni gioielli dal Pinguino. A differenza degli altri cattivi di Gotham City però, i reati di Roxy sono più innocui in quanto lei lo fa solo per il brivido del pericolo. Dopo un breve scontro con Batman, l'Uomo Pipistrello riesce a fermarla e a portarla in prigione.
Qualche tempo dopo, quando Batman scomparve, Roxy trovò Gotham sovraffollata di criminali. Sperava di avere successo a Metropolis, ma fu facilmente catturata da Superman. La riportò in prigione, anche se non prima di informarlo della situazione a Gotham.

## Poteri e abilità
Roxy non ha poteri, ma riesce a dare del filo da torcere a Batman grazie al suo arsenale di armi. È dotata di abilità eccezionali ed è capace di compiere acrobazie grazie al suo passato come stuntman. Riesce anche a volare grazie al suo razzo propulsore ed è anche un'ottima meccanica. Tra le sue abilità figura anche il combattimento corpo a corpo, in quanto riesce a tenere testa a Batman ed alle scagnozze del Pinguino Jay, Lark e Raven.

## Altri media

### Televisione
- Roxy Rocket appare nell'episodio The Fare Fatal (scritto da Paul Dini, co-creatore del personaggio) della serie Justice League Action,[17] doppiata da Gillian Jacobs. In questa versione è descritta come un'ex spericolata che ha iniziato il suo servizio di trasporto spaziale trasportando G'nort e Lobo. L'attività di Roxy Rocket è in competizione con la compagnia di taxi Space Cabbie. Alla fine dell'episodio, il robot di Space Cabbie, Jack, non è in grado di usare il taxi ed è costretto così a chiamare Roxy Rocket per farsi dare un passaggio. Prima di decollare, Roxy dice a Space Cabbie che dovranno fermarsi ad un pianeta con un lago acido, il luogo in cui Superman ha spedito Darkseid.
- In ambito DCAU, oltre a Batman - Cavaliere della notte, Roxy compare all'inizio dell'episodio crossover Knight Time (in italiano Batman in pericolo) della serie animata Superman.

### Videogiochi
- Compare nel videogioco Batman: Chaos in Gotham, basato sulla serie Batman - Cavaliere della notte, in cui è uno degli antagonisti del quarto livello del gioco.